# Lucas (film, 2021)
Pour les articles homonymes, voir Lucas.
Pour plus de détails, voir Fiche technique et Distribution.
Lucas est un film espagnol réalisé par Álex Montoya, sorti en 2021.

## Synopsis
Le père de Lucas est mort. Un jour, il rencontre un homme nommé Álvaro qui lui donne de l'argent contre des photos de lui. Avec les photos, Álvaro crée des profils sur les réseaux sociaux et commence à discuter avec des jeunes filles mineures.

## Fiche technique
- Titre : Lucas
- Réalisation : Álex Montoya
- Scénario : Álex Montoya et Sergio Barrejón
- Musique : Siddhartha Barnhoorn
- Photographie : Jon D. Domínguez
- Montage : Álex Montoya
- Production : Álex Montoya
- Société de production : Raw Pictures et Vértice 360
- Pays :  Espagne
- Genre : Drame
- Durée : 92 minutes
- Dates de sortie : 
  -  Espagne : 24 juin 2021

## Distribution
- Jorge Motos : Lucas
- Jorge Cabrera : Álvaro
- Jordi Aguilar : Manu
- Irene Anula : Irene
- Modest Luis : l'ami de Lucas

## Distinctions
Le film a été nommé au prix Goya du meilleur espoir masculin pour Jorge Motos.